# Puchar Europy w Lekkoatletyce 1967 – półfinał kobiet (Wuppertal)
Półfinał pucharu Europy w lekkoatletyce w 1967 kobiet odbył się 16 lipca w Wuppertalu. Był to jeden z trzech półfinałów. Pozostałe odbyły się w Dreźnie i Oslo.
Wystąpiło sześć zespołów, z których dwa najlepsze awansowały do finału.

## Klasyfikacja generalna
| Poz. | Reprezentacja  | Punkty |
| ---- | -------------- | ------ |
| 1    | Polska         | 55     |
| 2    | RFN            | 54     |
| 3    | Czechosłowacja | 38     |
| 4    | Francja        | 37     |
| 5    | Jugosławia     | 25     |
| 6    | Austria        | 22     |

## Wyniki indywidualne
Kolorami oznaczono zawodniczki reprezentujące zwycięskie drużyny.

### Bieg na 100 metrów
| Lp. | Państwo        | Zawodniczka        | Wynik |
| --- | -------------- | ------------------ | ----- |
| 1.  | Polska         | Irena Kirszenstein | 11,4  |
| 2.  | RFN            | Hannelore Trabert  | 11,7  |
| 3.  | Czechosłowacja | Eva Lehocká        | 11,7  |
| 4.  | Francja        | Gabrielle Meyer    | 12,0  |
| 5.  | Austria        | Inge Aigner        | 12,1  |
| 6.  | Jugosławia     | Jelisaveta Đanić   | 12,2  |

### Bieg na 200 metrów
| Lp. | Państwo        | Zawodniczka      | Wynik |
| --- | -------------- | ---------------- | ----- |
| 1.  | Polska         | Ewa Kłobukowska  | 23,5  |
| 2.  | Czechosłowacja | Eva Lehocká      | 24,4  |
| 3.  | RFN            | Karin Frisch     | 24,4  |
| 4.  | Francja        | Nicole Montandon | 24,4  |
| 5.  | Jugosławia     | Marijana Lubej   | 24,5  |
| 6.  | Austria        | Helga Kapfer     | 25,0  |

### Bieg na 400 metrów
| Lp. | Państwo        | Zawodniczka    | Wynik |
| --- | -------------- | -------------- | ----- |
| 1.  | RFN            | Helga Henning  | 54,3  |
| 2.  | Francja        | Monique Noirot | 54,8  |
| 3.  | Polska         | Czesława Nowak | 55,1  |
| 4.  | Czechosłowacja | Anna Chmelková | 55,2  |
| 5.  | Jugosławia     | Ika Maričić    | 55,8  |
| 6.  | Austria        | Maria Sykora   | 57,0  |

### Bieg na 800 metrów
| Lp. | Państwo        | Zawodniczka        | Wynik  |
| --- | -------------- | ------------------ | ------ |
| 1.  | Jugosławia     | Vera Nikolić       | 2:05,9 |
| 2.  | Polska         | Danuta Sobieska    | 2:06,5 |
| 3.  | Francja        | Maryvonne Dupureur | 2:07,2 |
| 4.  | RFN            | Karin Kessler      | 2:07,6 |
| 5.  | Czechosłowacja | Emília Ovádková    | 2:08,1 |
| 6.  | Austria        | Bärbel Schatz      | 2:10,4 |

### Bieg na 80 metrów przez płotki
| Lp. | Państwo        | Zawodniczka       | Wynik |
| --- | -------------- | ----------------- | ----- |
| 1.  | RFN            | Inge Schell       | 10,9  |
| 2.  | Polska         | Teresa Nowak      | 11,0  |
| 3.  | Francja        | Danielle Guéneau  | 11,1  |
| 4.  | Austria        | Inge Aigner       | 11,2  |
| 5.  | Jugosławia     | Marijana Lubej    | 11,3  |
| 6.  | Czechosłowacja | Vlasta Seifertová | 11,5  |

### Sztafeta 4 × 100 metrów
| Lp. | Państwo        | Zawodniczki                                                              | Wynik |
| --- | -------------- | ------------------------------------------------------------------------ | ----- |
| 1.  | Polska         | Mirosława Sałacińska Irena Kirszenstein Urszula Styranka Ewa Kłobukowska | 44,8  |
| 2.  | RFN            | Erika Rost Hannelore Trabert Karin Frisch Ingrid Becker                  | 45,1  |
| 3.  | Francja        | Gabrielle Meyer Sylviane Telliez Nicole Montandon Danielle Guéneau       | 45,6  |
| 4.  | Czechosłowacja | Eva Putnová Jana Šmerdová Eva Kucmanová Eva Lehocká                      | 46,2  |
| 5.  | Jugosławia     | Jelisaveta Đanić Đurđa Fočić Verica Ambrozi Marijana Lubej               | 47,7  |
| 6.  | Austria        | Traude Weberschläger Brigitte Neumer Hannah Kleinpeter Helga Kapfer      | 48,3  |

### Skok wzwyż
| Lp. | Państwo        | Zawodniczka         | Wynik |
| --- | -------------- | ------------------- | ----- |
| 1.  | Jugosławia     | Snežana Hrepevnik   | 1,73  |
| 2.  | Czechosłowacja | Jaroslava Valentová | 1,67  |
| 3.  | Polska         | Maria Zielińska     | 1,64  |
| 4.  | RFN            | Ilia Hans           | 1,64  |
| 5.  | Austria        | Ilona Gusenbauer    | 1,64  |
| 6.  | Francja        | Ghislaine Barnay    | 1,61  |

### Skok w dal
| Lp. | Państwo        | Zawodniczka        | Wynik |
| --- | -------------- | ------------------ | ----- |
| 1.  | Polska         | Irena Kirszenstein | 6,37  |
| 2.  | RFN            | Ingrid Becker      | 6,27  |
| 3.  | Czechosłowacja | Eva Kucmanová      | 6,03  |
| 4.  | Austria        | Hannah Kleinpeter  | 5,73  |
| 5.  | Francja        | Odette Ducas       | 5,67  |
| 6.  | Jugosławia     | Đurđa Fočić        | 5,52  |

### Pchnięcie kulą
| Lp. | Państwo        | Zawodniczka      | Wynik |
| --- | -------------- | ---------------- | ----- |
| 1.  | RFN            | Marlene Fuchs    | 16,16 |
| 2.  | Francja        | Claudie Cuvelier | 14,83 |
| 3.  | Czechosłowacja | Vladimíra Srbová | 14,52 |
| 4.  | Polska         | Bolesława Hodt   | 13,91 |
| 5.  | Austria        | Liese Prokop     | 13,32 |
| 6.  | Jugosławia     | Mirjana Bosnić   | 12,79 |

### Rzut dyskiem
| Lp. | Państwo        | Zawodniczka       | Wynik |
| --- | -------------- | ----------------- | ----- |
| 1.  | RFN            | Liesel Westermann | 55,71 |
| 2.  | Czechosłowacja | Jiřina Němcová    | 50,12 |
| 3.  | Polska         | Zyta Mojek        | 49,91 |
| 4.  | Francja        | Claudie Cuvelier  | 48,75 |
| 5.  | Austria        | Iris Malnig       | 44,08 |
| 6.  | Jugosławia     | Kosa Nikolić      | 39,77 |

### Rzut oszczepem
| Lp. | Państwo        | Zawodniczka       | Wynik |
| --- | -------------- | ----------------- | ----- |
| 1.  | Polska         | Daniela Jaworska  | 53,73 |
| 2.  | RFN            | Ameli Koloska     | 52,96 |
| 3.  | Austria        | Eva Janko         | 51,70 |
| 4.  | Francja        | Michèle Demys     | 49,17 |
| 5.  | Czechosłowacja | Vlasta Hornychová | 48,84 |
| 6.  | Jugosławia     | Ljiljana Lazić    | 40,39 |